# Versalles
Versalles là một khu tự quản thuộc tỉnh Valle del Cauca, Colombia. Thủ phủ của khu tự quản Versalles đóng tại Versalles Khu tự quản Versalles có diện tích 352 ki lô mét vuông. Đến thời điểm ngày 28 tháng 5 năm 2005, khu tự quản Versalles có dân số 8875 người.